# Sverigeloppet
Sverigeloppet var ett klassiskt cykellopp från Haparanda till Ystad. Loppet arrangerades av Stockholmstidningen och Husqvarna vapenfabrik sammanlagt tio gånger mellan 1951 och 1965. Deltagarna tog sig fram med brukscyklar utrustade med Husqvarnas 2-växlade Novo-nav längs bitvis leriga Riksväg 13 som söder om Stockholm övergår till Riksväg 1.
På initiativ av tidigare cykelproffset Bernt Johansson, återuppstod Sverigeloppet 2017, med start från Haparanda den 4 augusti och målgång i Ystad den 10 augusti.

## Stålfarfar
1951 nekades den snart 66-årige Gustaf Håkansson att delta i Sverigeloppet, då arrangörerna hade satt 40 år som övre åldersgräns. Till tidningarnas förtjusning körde Håkansson sträckan ändå och genom att cykla längre etapper då deltagarna sov, kom han i mål ett drygt dygn före de tävlande. Håkansson blev omedelbart folkkär och känd som "Stålfarfar", ett tillnamn som han fått redan i slutet av 1940-talet, sedan han i pressen förväxlats med en stockholmare som redan kallades så.

## Äldre utgåva av cykelsträckan
Redan 1893 cyklades sträckan av John Larsson från Norrköping på sin cykel från Anton Wiklunds tillverkning. Dom cirka 250 milen avverkades på 14 dagar & 15 timmar. Året efter 5 juli 1894 förbättrar John tiden till 9 dagar. Helmer Langborg tar rekordet 1894 med 7 dagar och några timmar.